# 鞏膜環

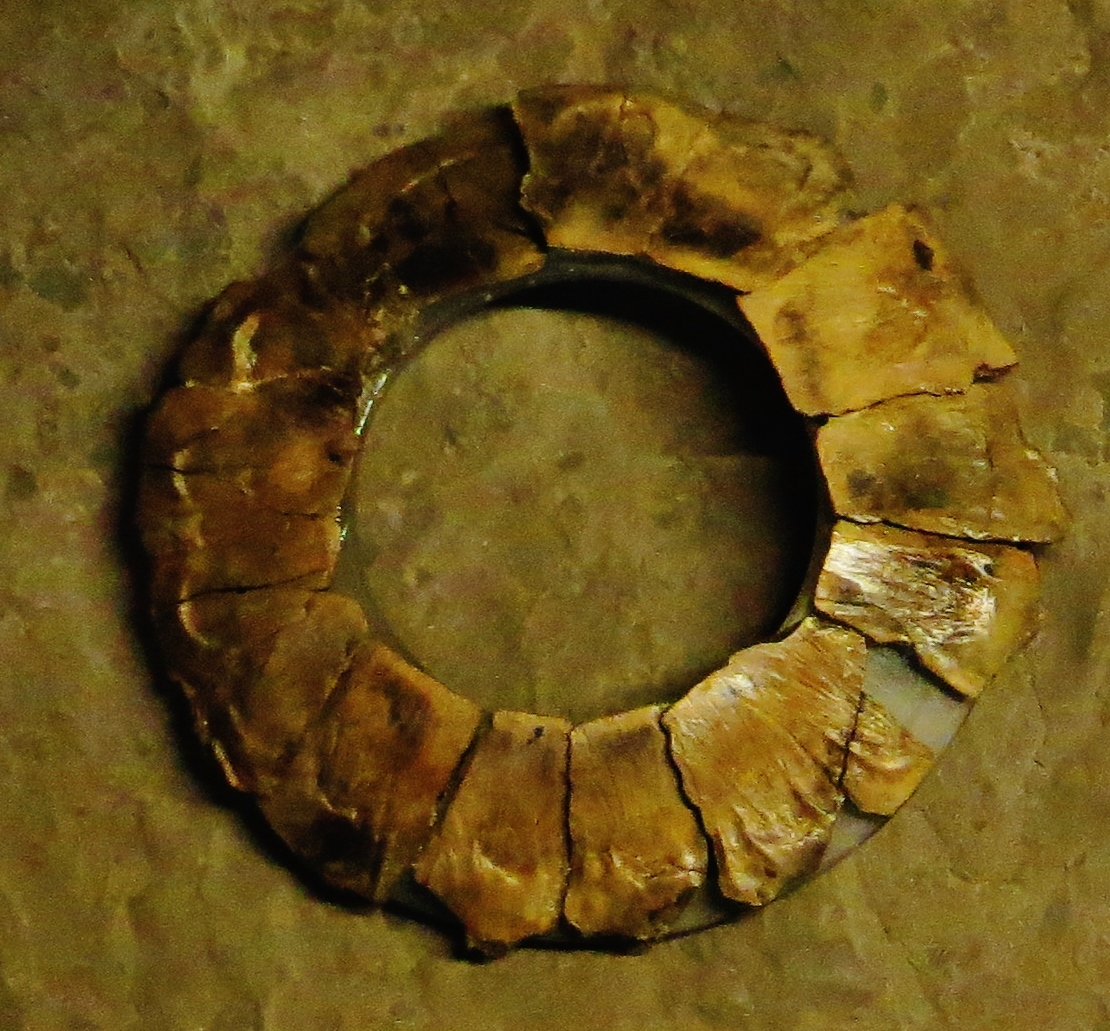
鱼龙目愛西尼大眼魚龍几乎完整的巩膜环

鞏膜環（英語：sclerotic ring）是脊椎動物眼周的一圈骨質結構，該結構可以被發現於除現存的哺乳動物和鱷類之外的其他脊椎動物。鞏膜環可能是由單一或多塊骨骼組成的。鞏膜環由其包圍這的鞏膜而得名，人們認為鞏膜環在保護眼部方面發揮了重要作用，尤其是眼睛非球狀和生活現在水底的動物。鞏膜環在古生物化石中較為引人注意，如滅絕的魚龍、翼龍、恐龍等。

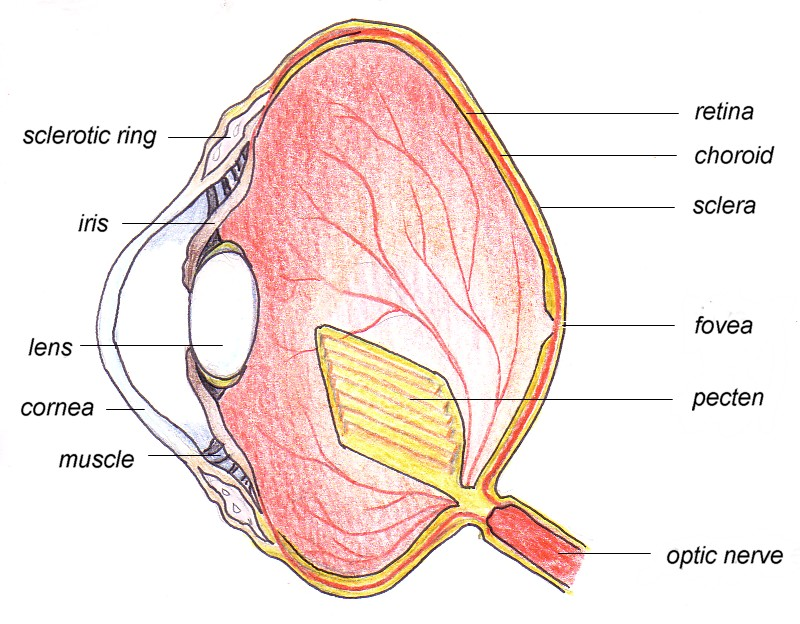
鳥類眼部解剖圖
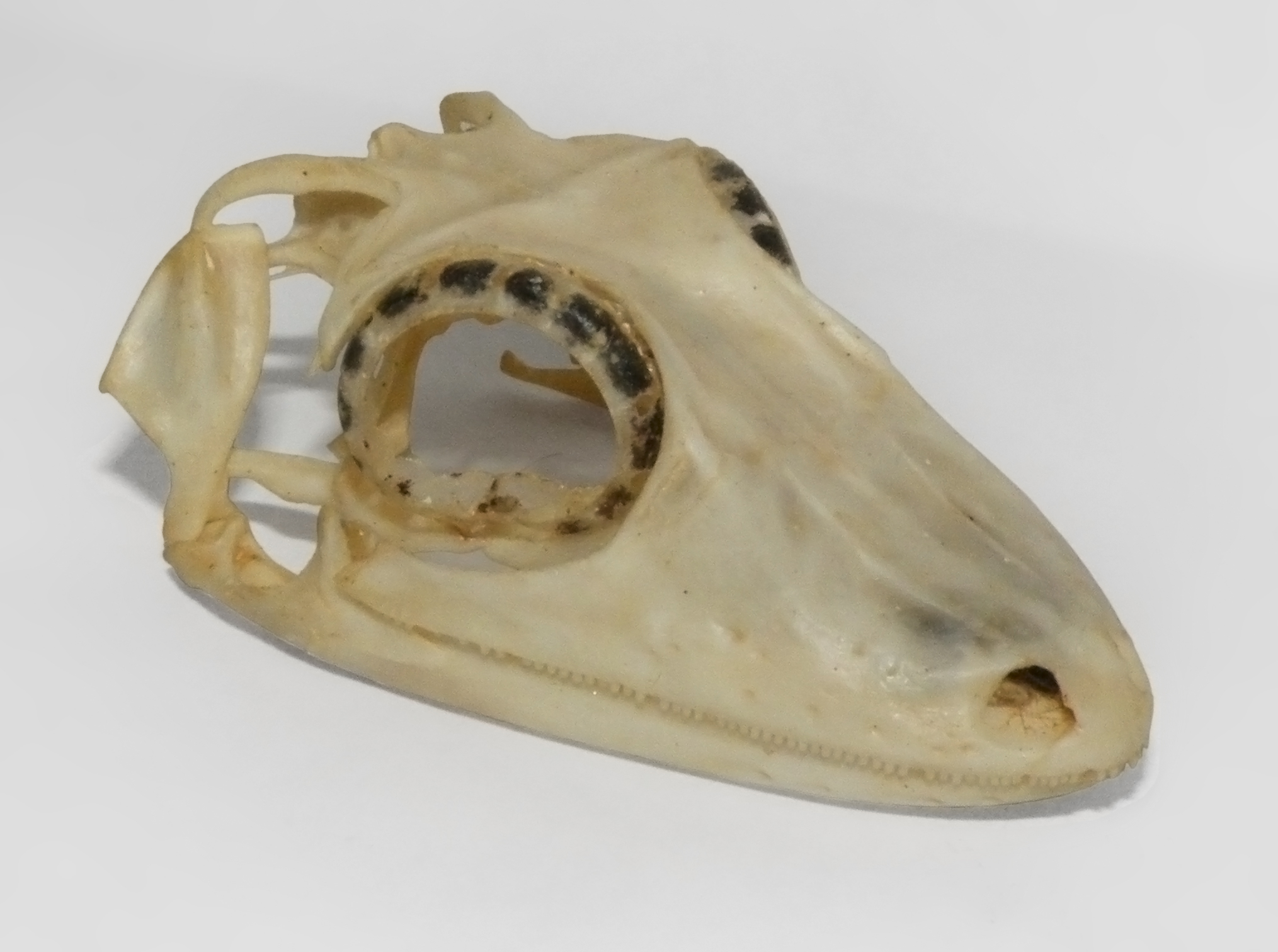
葉尾守宮的骨骼
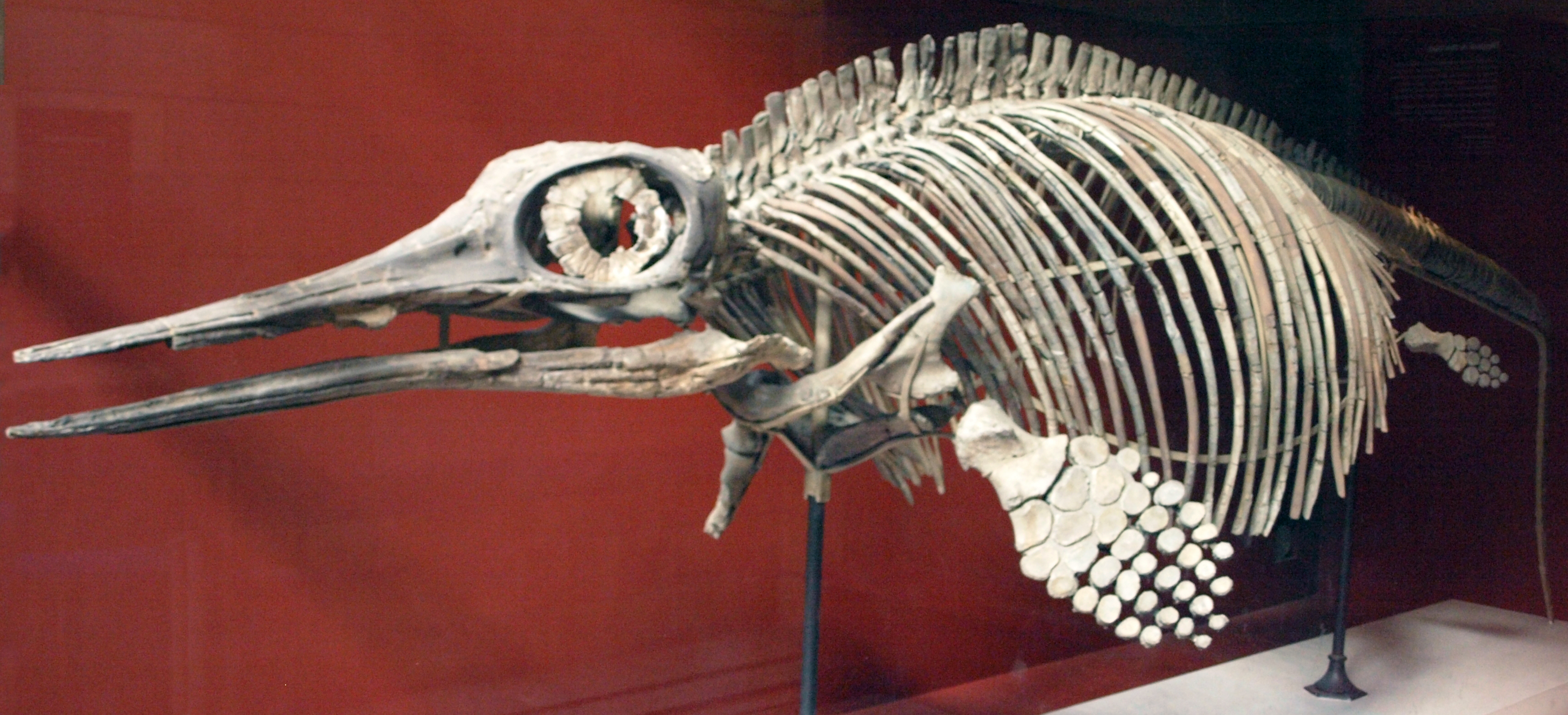
愛西尼大眼魚龍的化石骨架